# Admestina tibialis
Espèce
Synonymes
- Maevia tibialis C. L. Koch, 1846

Admestina tibialis est une espèce d'araignées aranéomorphes de la famille des Salticidae.

## Distribution
Cette espèce est endémique des États-Unis. Elle se rencontre au Connecticut, dans l'État de New York, en Pennsylvanie, au Maryland, au Virginie, au Tennessee, en Floride, en Louisiane et au Texas.

## Description
Le mâle décrit par Piel en 1992 mesure 3,1 mm et la femelle 3,8 mm.

## Publication originale
- C. L. Koch, 1846 : Die Arachniden. Nürnberg, vol. 13, p. 1-234 (texte intégral).